# شایعه عشق
شایعهٔ عشق (انگلیسی: A Rumor of Love) فیلمی در ژانر کمدی رمانتیک به کارگردانی فطین عبدالوهاب است که در سال ۱۹۶۰ منتشر شد. از بازیگران آن می‌توان به عمر شریف و سعاد حسنی اشاره کرد.